# 克里塔利特·布帕洛姆
克里塔利特·布帕洛姆（羅馬化：Krittarit Butprom，1989年3月7日—），小名BigM，泰國男演員及模特，現為泰國第7電視台旗下藝人。代表作為電影《愛戰也梭吞3》。

## 生平
BigM於1989年3月7日出生於泰國孔敬府的格拉暖縣，在家中排行最小，有一個哥哥。出生名為里克·布帕洛姆（羅馬化：Likhit Butprom），小名Yak。高中畢業於Srikranuanwittayakom School，後於瑪哈沙拉堪大學的人文社會科學學院英語分部就讀，並取得學士學位。

## 演藝經歷
BigM的演藝生涯始於2013的男士選秀比賽"Arrow Handsome Man 2013"。於該競賽榮獲亞軍後，開始擔任模特工作，拍攝廣告與雜誌。
2013年出演電影《愛戰也梭吞3》後，正式加入泰國第7電視台，並於同年演出電視劇《女保鏢2013》。

## 影視作品

### 電視劇
| 首播年份 | 戲名                                   | 戲名   | 播放平台 | 角色                  | 備註              |
| 首播年份 | 譯名                                   | 原文名 | 播放平台 | 角色                  | 備註              |
| 2013年   | 《女保鏢2013》                         |        | Ch7HD    | Somchai               | 配角              |
| 2014年   | 《傾世之音》                           |        | Ch7HD    | Atikom                | 主演              |
| 2014年   | 《Saeng Tien Tee Namthang》 國王獻禮劇 |        | Ch7HD    |                       | 主演              |
| 2015年   | 《苦力勞動者》                         |        | Ch7HD    |                       | 主演              |
| 2015年   | 《僧人和我》                           |        | Ch7HD    |                       | 主演              |
| 2016年   | 《牽牛花與小龍蝦》                     |        | Ch7HD    | Padet                 | 主演              |
| 2016年   | 《颶風》                               |        | Ch7HD    | Phayu                 | 主演              |
| 2017年   | 《鬼眼戰士》                           |        | Ch7HD    | Colonel Akkhie Ongart | 主演              |
| 2017年   | 《鳳勝龍2017》                         |        | Ch7HD    | Janghao （Jang）      | 主演              |
| 2018年   | 《鑽石謎情》                           |        | Ch7HD    | Thawin                | 主演              |
| 2019年   | 《槍手情曲》                           |        | Ch7HD    | Hin Thalat            | 主演              |
| 2020年   | 《魔法城堡》                           |        | Ch7HD    | Trin / Serm（前世）   | 主演              |
| 2020年   | 《愛在百林》                           |        | Ch7HD    | Seur                  | 主演              |
| 2020年   | 《天鵝羽翼》                           |        | Ch7HD    | Tinnapat （Tin）      | 主演              |
| 2022年   | 《被告的新娘》                         |        | Ch7HD    | Sichon                | 主演              |
| 2022年   | 《盛夏戀歌2022》                       |        | Ch7HD    | Sattaya               | 主演              |
| 2022年   | 《天命之虎3之虎營雄心》                |        | Ch7HD    | Rachan / Suea Dech    | 主演 （15至17集） |
| 2024年   | 《普蘭卡詛咒》                         |        | Mono 29  |                       | 主演              |

### 單元劇
| 首播年份 | 戲名                                     | 戲名   | 播放平台 | 角色 | 備註 |
| 首播年份 | 譯名                                     | 原文名 | 播放平台 | 角色 | 備註 |
| 2014年   | 《老天有眼: Returning to the Old House》 |        | Ch7HD    | Dan  | 主演 |

### 電影
| 年份   | 上映日期             | 片名            | 角色 |
| 2013年 | 2013年8月8日（泰國） | 《愛戰也梭吞3》 |      |

## 外部連結
- 克里塔利特·布帕洛姆於Channel 7的簡介 （页面存档备份，存于）（泰文）
- 克里塔利特·布帕洛姆的Instagram帳戶（泰文）
- 克里塔利特·布帕洛姆的X（前Twitter）（泰文）
- YouTube上的克里塔利特·布帕洛姆頻道（泰文）